# Rätsepa (Vändra)
Rätsepa – wieś w Estonii, w prowincji Parnawa, w gminie Vändra.